# René Miller

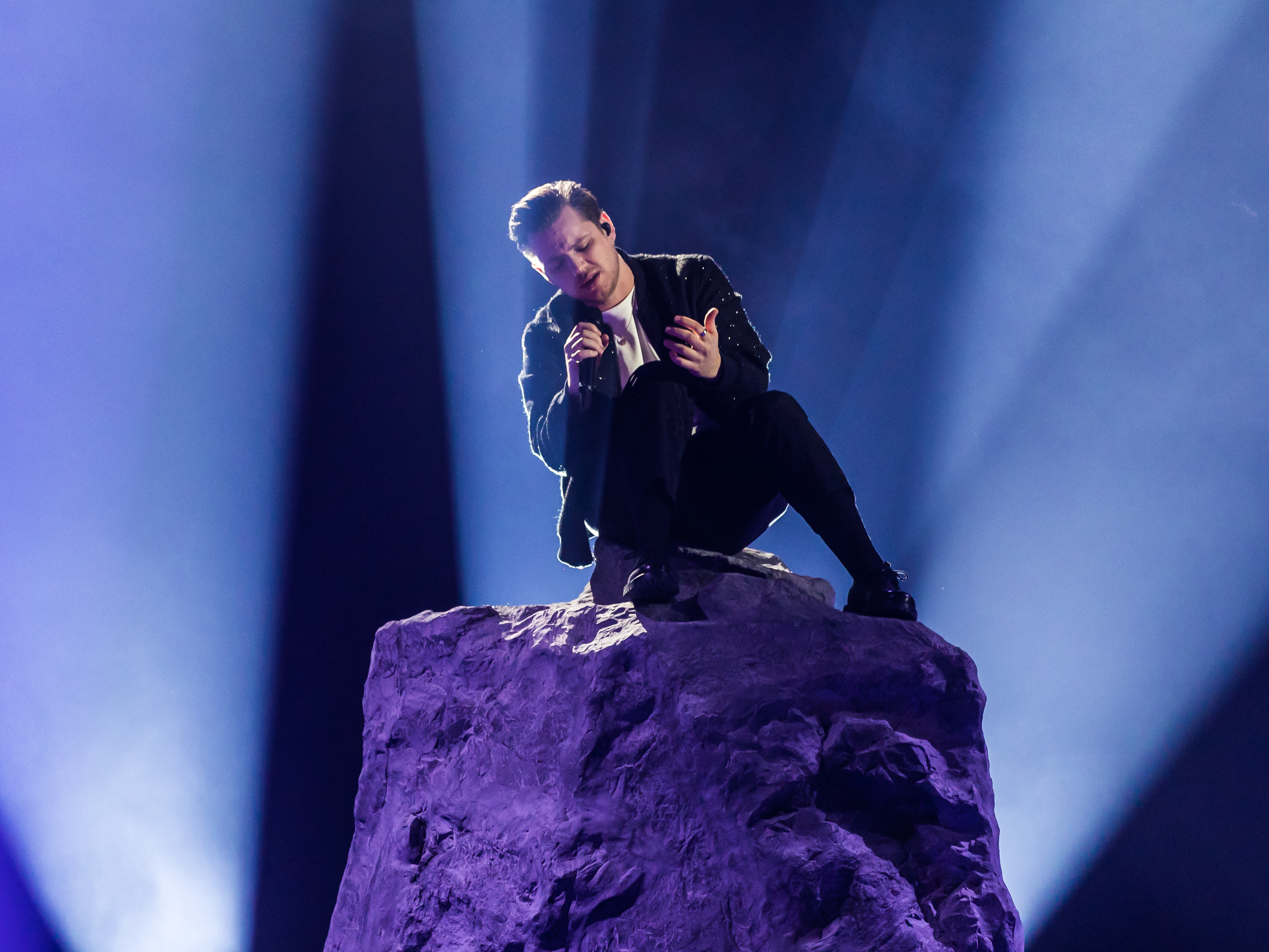
René Miller bei Unser Lied für Liverpool 2023

René Miller (* 1995 in Filderstadt) ist ein deutscher Sänger, Multiinstrumentalist und Songwriter.

## Leben
René Miller interessiert sich seit seinem elften Lebensjahr für Musik. Er lernte zunächst Trompete, dann Gitarre und Klavier. Zudem spielte er früher Fußball in der 3. Liga der Jugend beim SV Böblingen. Nach dem Abitur nahm er sich eine Auszeit und reiste als Backpacker durch Australien, Neuseeland und Kalifornien. In dieser Zeit spielte er häufig am Lagerfeuer Gitarre und sang dazu. Zurück in Deutschland begann er seine Musikkarriere voranzutreiben. Mit einer Coverband lernte er erste Bühnenerfahrungen. Ursprünglich wollte er an der Popakademie Baden-Württemberg in Mannheim studieren, entschied sich jedoch für Autodidaktik.
2018 zog er nach Berlin und begann als Songwriter für andere Künstler zu arbeiten. Kurz vor der COVID-19-Pandemie lernte er den Songwriter Mike Needle über Zoom kennen und begann mit diesem Songs auszuarbeiten. Unter andere, schrieb er für Topic, Mike Perry, Nico Suave, Zoe Wees, Michael Patrick Kelly und Rita Ora. Gleichzeitig entstanden auch erste eigene Songs. 2023 trat er bei Unser Lied für Liverpool mit dem Song Concrete Heart an und erreichte den siebten Platz.
2024 gelang ihm mit Niklas Dee der Charthit Around the World.

## Diskografie

### Singles
- 2018: You Are
- 2019: Favorite Stranger (mit Scene Writers & Lucas Schreiner)
- 2019: Make Up Your Mind
- 2019: Sorry for Being Late
- 2019: Remind Me to Forget
- 2020: All for You (mit Pyke & Muñoz)
- 2020: Silence
- 2020: Gets Me the Most (mit Pyke & Muñoz)
- 2020: Forget to Forget You
- 2022: Standing in His Shoes
- 2022: Out of Goodbyes
- 2022: Concrete Heart
- 2023: Wrong Places
- 2024: Around the World (mit Niklas Dee)

### Als Gastmusiker
- 2019: Lighthouse (Mike Perry & Hot Shade feat, René Miller)
- 2019: Keep on Loving (Topic feat. René Miller)
- 2020: Fine Without You (Neptunic feat. René Miller)

### Als Songwriter
| Jahr | Künstler                                   | Lied                       | Rolle                |
| ---- | ------------------------------------------ | -------------------------- | -------------------- |
| 2024 | Elevator Boys                              | Insecure                   | Songwriter           |
| 2024 | Loi                                        | The Way I Want It          | Songwriter           |
| 2024 | Frank Walker ft. Stephen Puth              | Waiting                    | Songwriter           |
| 2024 | Tujamo, Medun                              | Heaven Is a Place          | Songwriter           |
| 2024 | Marcus & Martinus, VIZE                    | Another Life               | Songwriter           |
| 2023 | Loi                                        | Am I Enough                | Songwriter           |
| 2023 | Zoe Wees                                   | On My Own                  | Songwriter           |
| 2023 | Rita Ora                                   | Waiting for You            | Songwriter           |
| 2023 | Loi                                        | News                       | Songwriter           |
| 2023 | Nico Santos                                | City Nights                | Songwriter           |
| 2023 | Lumix, Lawrent                             | Electric Love              |                      |
| 2023 | René Miller                                | Wrong Places               | Artist, Songwriter   |
| 2023 | Ruben                                      | Easier                     | Songwriter           |
| 2022 | Michael Patrick Kelly                      | Good Morning Sunshine      | Songwriter           |
| 2022 | Tom Gregory                                | Forget Somebody            | Songwriter           |
| 2022 | René Miller                                | Concrete Heart             | Artist, Songwriter   |
| 2022 | Deepend, Madism                            | Hold This Memory           | Songwriter           |
| 2022 | Loi                                        | Gold                       | Songwriter           |
| 2022 | Martin Jensen                              | Pages                      | Songwriter           |
| 2022 | Jovani, Chris Crone, NOTSOBAD              | Running Heart              | Songwriter           |
| 2022 | René Miller                                | Out Of Goodbyes            | Artist, Songwriter   |
| 2022 | René Miller                                | Standing In His Shoes      | Artist, Songwriter   |
| 2022 | Timmy Trumpet                              | Just In Case               | Songwriter           |
| 2021 | Alok & Steve Aoki feat. Lars Martin        | Typical                    | Songwriter           |
| 2021 | Super Junior-D&E                           | Have A Nice Day            | Songwriter           |
| 2021 | Lucas Estrada                              | In The Night               | Songwriter           |
| 2021 | Camylio                                    | Unbreak                    | Songwriter           |
| 2021 | Camylio                                    | Black and White            | Songwriter           |
| 2021 | MNI, Jordan Shaw                           | Eyes                       | Songwriter           |
| 2021 | Nico Suave, Emy                            | Camouuflage                | Songwriter           |
| 2021 | Zoe Wees                                   | Hold Me Like You Used      | Songwriter           |
| 2021 | Twocolors                                  | Bloodstream                | Songwriter           |
| 2021 | Twocolors                                  | Not Yours - TC/TC          | Songwriter           |
| 2021 | Tujamo                                     | I Don’t Wanna Go           | Songwriter           |
| 2021 | Nico Suave & Johannes Oerding              | Gedankenmillionäre         | Songwriter           |
| 2020 | Zoe Wees                                   | Control                    | Songwriter           |
| 2020 | Jack Curley                                | Down                       | Songwriter           |
| 2020 | René Miller                                | Gets Me The Most           | Artist, Songwriter   |
| 2020 | EstA                                       | Kriminell                  | Songwriter           |
| 2020 | Juze                                       | Three Words                | Songwriter           |
| 2020 | Pyke & Munoz, René Miller                  | All For You                | Artist, Songwriter   |
| 2020 | René Miller                                | Forget To Forget You       | Artist, Songwriter   |
| 2020 | René Miller                                | Silence                    | Artist, Songwriter   |
| 2020 | Neptunica, René Miller                     | Fine Without You           | Artist, Songwriter   |
| 2019 | Topic, A7S                                 | Breaking Me                | Songwriter           |
| 2019 | Mike Perry, Hot Shade, René Miller         | Lighthouse                 | Artist, Songwriter   |
| 2019 | Mike Perry                                 | Runaway                    | Vocalist, Songwriter |
| 2019 | Topic, René Miller                         | Keep On Loving             | Artist, Songwriter   |
| 2019 | René Miller                                | Forget To Forget You       | Artist, Songwriter   |
| 2019 | René Miller                                | Make Up Your Mind          | Artist, Songwriter   |
| 2019 | René Miller, Scene Writers, Luca Schreiner | Favourite Stranger         | Artist, Songwriter   |
| 2019 | René Miller                                | Sorry For Being Late       | Artist, Songwriter   |
| 2019 | SINA ANASTASIA                             | Du Bist                    | Songwriter           |
| 2019 | Vida Noa                                   | Self Love Club             | Songwriter           |
| 2018 | René Miller                                | You Are (Acoustic Version) | Artist, Songwriter   |
| 2018 | Juno Im Park, Charlie Lineman              | Free                       | Songwriter           |